# L'Homme et son désir

L'Homme et son désir, op. 48 est un ballet de Darius Milhaud composé entre 1917 et 1918.
L'argument est de Paul Claudel, dont le musicien fut le secrétaire durant son séjour au Brésil, et se déroule dans la forêt amazonienne. C'est le passage des Ballets russes avec Vaslav Nijinski à Rio de Janeiro qui fut le déclic. C'est la première collaboration musicale de Claudel qui renouvela ensuite plusieurs fois l'expérience avec quelques œuvres majeures (dont Jeanne au bûcher d'Arthur Honegger). L'œuvre est également l'un des premiers ballets de Milhaud.
La partition est écrite pour quatre voix (sans parole) et un petit orchestre et un fort effectif de percussions (dont un fouet, des grelots et un sifflet).
La création eut lieu le 6 juin 1921 avec une chorégraphie de Jean Börlin par les Ballets suédois sous la direction orchestrale de Désiré-Émile Inghelbrecht.
Son exécution demande environ vingt minutes. 

## Structure
L'œuvre se compose de huit parties jouées en un seul mouvement :
- Scène I
- Apparition de la lune
- L'Homme endormi et le fantôme de la femme morte
- L'homme qui dort debout, oscillant comme dans un courant d'eau et comme sans aucun poids
- Toutes les choses de la forêt qui viennent voir l'homme endormi
- Danse de la passion
- Réapparition de la femme qui entraîne l'Homme peu à peu en tournant lentement devant lui sur elle-même
- La lune I a disparu la première. La lune II disparaît à son tour. Les heures noires se sont écoulées. On voit apparaître les premières heures blanches.